# Kramgoa låtar 14
Kramgoa låtar 14 utkom 1986 och är ett studioalbum av det svenska dansbandet Vikingarna. Det var Vikingarnas första album som släpptes på CD. Albumet sålde över 100 000 exemplar och tilldelades Platinaskiva.

## Låtlista

### Sida A
1. Ljus och värme (Lys og varme) - 3.37 (Å.Aleksandersen-B.Borg)
2. Oki Doki - 2.34 (J.Kennedy-E&A.Ljusberg)
3. I dina kvarter - 3.57 (F.Loewe-G.Rybrant)
4. Lilla vän (Wooden Heart) - 2.13 (Trad.arr: L.O.Carlsson/M.Forsberg)
5. Säj du, säj jag (Say You, Say Me) - 3.50 (L.Richie-M.Borgström)
6. Drömmar av silver (Beautiful Dreamer) - 2.48 (Trad.arr: L.O.Carlsson-H.Iseborg)
7. Följ mä ôss te Värmeland - 2.44 (G.Brown-Alfson)

### Sida B
1. Nikita - 3.56 (E.John-Taupin-T.Hagman)
2. Midnatt - 3.10 (M.Contra-K.Almgren/ILO)
3. Huller om buller - 3.05 (J.Blomqvist-L.Berghagen)
4. Käre John (instrumental) - 2.36 (L.Talley-S.Owens)
5. Livets gång (Walk of Life) - 3.02 (M.Knopfler-M.Borgström)
6. Får jag lov - 2.35 (L.Olsson-M.Forsberg)
7. When You're Smiling - 2.30 (J.Goodwin-L.Shay)

## Listplaceringar
| Lista (1986) | Topplacering |
| ------------ | ------------ |
| Norge        | 19           |
| Sverige      | 8            |

## Medverkande
- Körsång - Liza Öhman, Lotta Pedersen, Lasse Westmann
- Gitarr - Hasse Rosén
- Steelguitar - Janne Lundgren
- Synthesizer - Peter Ljung
- Stråkar - Sveriges Radios symfoniorkester